# Communauté de communes de la Champagne Conlinoise et du Pays de Sillé
Die Communauté de communes de la Champagne Conlinoise et du Pays de Sillé ist ein französischer Gemeindeverband mit der Rechtsform einer Communauté de communes im Département Sarthe in der Region Pays de la Loire. Sie wurde am 20. Dezember 2016 gegründet und umfasst aktuell 24 Gemeinden. Der Verwaltungssitz befindet sich im Ort Conlie.

## Historische Entwicklung
Der Gemeindeverband entstand mit Wirkung vom 1. Januar 2017 durch die Fusion der Vorgängerorganisationen
- Communauté de communes de la Champagne Conlinoise und
- Communauté de communes du Pays de Sillé.

Mit Wirkung vom 1. Januar 2019 gingen die ehemaligen Gemeinden Neuvy-en-Champagne und Bernay-en-Champagne in die Commune nouvelle Bernay-Neuvy-en-Champagne auf. Dadurch verringerte sich die Anzahl der Mitgliedsgemeinden auf 24.

## Mitgliedsgemeinden
| Gemeinde                                                              | Einwohner 1. Januar 2022 | Fläche km² | Dichte Einw./km² | Code INSEE | Postleitzahl |
| --------------------------------------------------------------------- | ------------------------ | ---------- | ---------------- | ---------- | ------------ |
| Bernay-Neuvy-en-Champagne                                             | 768                      | 25,13      | 31               | 72219      | 72240        |
| Conlie                                                                | 1.828                    | 17,16      | 107              | 72089      | 72240        |
| Crissé                                                                | 544                      | 20,83      | 26               | 72109      | 72140        |
| Cures                                                                 | 490                      | 11,50      | 43               | 72111      | 72240        |
| Degré                                                                 | 746                      | 9,83       | 76               | 72113      | 72550        |
| Domfront-en-Champagne                                                 | 1.062                    | 20,97      | 51               | 72119      | 72240        |
| La Chapelle-Saint-Fray                                                | 421                      | 6,38       | 66               | 72066      | 72240        |
| La Quinte                                                             | 805                      | 8,81       | 91               | 72249      | 72550        |
| Lavardin                                                              | 695                      | 7,63       | 91               | 72157      | 72240        |
| Le Grez                                                               | 384                      | 7,45       | 52               | 72145      | 72140        |
| Mézières-sous-Lavardin                                                | 679                      | 15,31      | 44               | 72197      | 72240        |
| Mont-Saint-Jean                                                       | 633                      | 42,31      | 15               | 72211      | 72140        |
| Neuvillalais                                                          | 593                      | 18,86      | 31               | 72216      | 72240        |
| Neuvillette-en-Charnie                                                | 302                      | 14,54      | 21               | 72218      | 72140        |
| Parennes                                                              | 449                      | 14,50      | 31               | 72229      | 72140        |
| Pezé-le-Robert                                                        | 346                      | 16,35      | 21               | 72234      | 72140        |
| Rouessé-Vassé                                                         | 791                      | 31,49      | 25               | 72255      | 72140        |
| Rouez                                                                 | 808                      | 33,65      | 24               | 72256      | 72140        |
| Ruillé-en-Champagne                                                   | 301                      | 14,93      | 20               | 72261      | 72240        |
| Saint-Rémy-de-Sillé                                                   | 832                      | 11,25      | 74               | 72315      | 72140        |
| Saint-Symphorien                                                      | 499                      | 22,49      | 22               | 72321      | 72240        |
| Sainte-Sabine-sur-Longève                                             | 729                      | 11,82      | 62               | 72319      | 72380        |
| Sillé-le-Guillaume                                                    | 2.192                    | 12,90      | 170              | 72334      | 72140        |
| Tennie                                                                | 1.017                    | 33,13      | 31               | 72351      | 72240        |
| Communauté de communes de la Champagne Conlinoise et du Pays de Sillé | 17.914                   | 429,22     | 42               | –          | –            |